# France Kralj

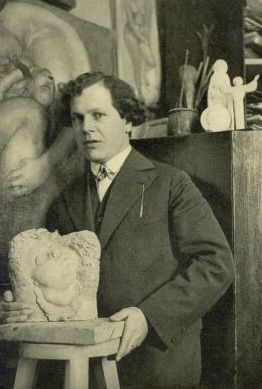
France Kralj, 1929

France Kralj (geboren am 23. August 1895 in Zagorica, Gemeinde Dobrepolje – früher Sagoritz bei Gutenfeld in der Unterkrain; gestorben am 16. Februar 1960 in Ljubljana) war ein slowenischer Maler, Grafiker und Bildhauer.

## Leben und Werk
Franz „France“ Kralj kam in Sagoritz (Unterkrain) 1895 als erstes von sechs Kindern des Bauern, Schnitzers und Bildhauers Janez Kralj und dessen Frau Margareta, geb. Sever, zur Welt. Er absolvierte von 1907 bis 1912 eine Ausbildung zum Bildhauer an der Fachschule für Holz- und Steinbildhauerei in Laibach (Ljubljana). Zwischen 1913 und 1919, unterbrochen durch den Kriegsdienst von 1915 bis 1918, studierte er an der Akademie der bildenden Künste in Wien bei Edmund Hellmer und Josef Müllner. Anschließend studierte er Malerei an der Prager Akademie der Bildenden Künste.
France Kralj war der Bruder und Mentor des Malers und Bildhauers Tone Kralj (1900 bis 1975), mit dem er bis Ende der zwanziger Jahre des 20. Jahrhunderts eng zusammenarbeitete.
France Kralj gilt als ein führender Vertreter des slowenischen Expressionismus und der Neuen Realität. Neben Porträts umfasst sein Werk Motive des bäuerlichen Lebens, Tierdarstellungen, Landschaften und religiöse Szenen.

## Ausstellungen und Werke (Auswahl)
- Ständige Ausstellung seit 1983, Galerie Božidar Jakac in Kostanjevica na Krki
- Stadtbibliothek Grosuplje: Momente aus dem Leben von France Kralj, Ständige Ausstellung
- Drei ausgewählte Werke 1920 bis 1960 - Academic and Research Network of Slovenia (ARNES)
- Bronzerelief der Brüder Tone und France Krajl am Geburtsort, nach dem Original aus Holz, 1940
- Grabdenkmal der Familie Drobnič, 1943 bis 1959[3]